# Lancio (baseball)

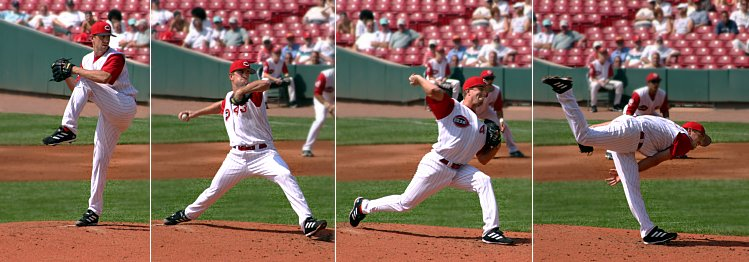
Il movimento tipico di un lanciatore

Nel baseball, un lancio (in inglese pitch) è l'atto di lanciare una palla verso casa base. Originariamente, la palla doveva essere lanciata "da sotto"; il lancio "da sopra" non era permesso fino al 1884.
Le meccaniche del lancio sono state studiate estensivamente.
I Pitchers hanno un'ampia varietà di lanci, ognuno dei quali ha differenti velocità, traiettoria, movimento, posizione della mano, posizione del polso e angolo del braccio. Queste variazioni vengono introdotte per confondere il battitore in vari modi e per aiutare i difensori ad eliminare i corridori. Per ottenere una buona varietà, e quindi migliorare la strategia difensiva, il lanciatore manipola la presa sulla palla nella fase di rilascio. Le variazioni nella presa permettono alla palla di tagliare l'aria differentemente, modificando la traiettoria.
La selezione di quale lancio usare può dipendere da una gran varietà di fattori, incluso il tipo di lanciatore affrontato, se ci sono corridori, quanti eliminati ci sono stati nell'inning e il punteggio.

## Segnalazione
La responsabilità nella scelta del tipo di lancio era generalmente fatta dal ricevitore che lo segnalava con la mano al lanciatore. Tuttavia, col tempo gli allenatori hanno cominciato a basarsi sulle scelte del ricevitore, che utilizza dei segnali gestuali segreti che impediscono alla squadra avversaria di conoscere in anticipo la tipologia del lancio.
I lanciatori partenti, generalmente, fanno più lanci rispetto ai lanciatori di rilievo.